# كسوف الشمس 25 سبتمبر 2098
سيحدث كسوف جزئي للشمس في 25 سبتمبر 2098 يحدث كسوف الشمس عندما يمر القمر بين الأرض والشمس، وبذلك تُحجب صورة الشمس كليًا أو جزئيًا عن مشاهد على الأرض. يحدث كسوف جزئي للشمس في المناطق القطبية من الأرض عندما يغيب مركز ظل القمر عن الأرض.

## خسوفات وكسوفات أخرى

### كسوف الشمس 2098-2100
هذا الكسوف هو جزء من دورة semester. يتكرر الكسوف في دورة semester كل 177 يومًا تقريبًا و4 ساعات في العقد المتناوبة من مدار القمر.
| 121 | كسوف الشمس 1 أبريل 2098 كسوف كلي  | 126 | كسوف الشمس 25 سبتمبر 2098 كسوف كلي  |
| 131 | كسوف الشمس 21 مارس 2099 كسوف حلقي | 136 | كسوف الشمس 14 سبتمبر 2099 كسوف جزئي |
| 141 | كسوف الشمس 10 مارس 2100 كسوف حلقي | 146 | كسوف الشمس 4 سبتمبر 2100 كسوف جزئي  |

### دورة ساروس 126
هذا الكسوف هو جزء من دورة ساروس 126 وتتكرر كل 18 سنة و11 يومًا وتحتوي على 72 حدثًا. بدأت الدورة بكسوف جزئي للشمس في 10مارس 1179. وهي تحتوي على كسوف حلقي من ٤ يونيو ١٣٢٣ حتى ٤ أبريل ١٨١٠، وخسوفًا هجينًا من ١٤ أبريل ١٨٢٨ حتى ٦ مايو ١٨٦٤ وخسوفًا كليًا من ١٧ مايو ١٨٨٢ حتى أغسطس 23، 2044. تنتهي الدورة في الحدث 72 ككسوف جزئي في 3 مايو 2459. كانت أطول مدة للكسوف المركزي (حلقي أو كلي) 6 دقائق و30 ثانية من الحلقي في 26 يونيو 1359. أطول مدة للكسوف الكلي كانت دقيقتان و36 ثانية في 10 يوليو 1972. جميع الكسوف في هذه الدورة تحدث عند العقدة الهابطة للقمر.
| أحداث دورة 42–52 ما بين 1901 و2100 | أحداث دورة 42–52 ما بين 1901 و2100 | أحداث دورة 42–52 ما بين 1901 و2100 |
| 42                                 | 43                                 | 44                                 |
| ---------------------------------- | ---------------------------------- | ---------------------------------- |
| June 8, 1918 [الإنجليزية]          | June 19, 1936 [الإنجليزية]         | June 30, 1954 [الإنجليزية]         |
| 45                                 | 46                                 | 47                                 |
| July 10, 1972 [الإنجليزية]         | July 22, 1990 [الإنجليزية]         | كسوف الشمس 1 أغسطس 2008            |
| 48                                 | 49                                 | 50                                 |
| كسوف الشمس 12 أغسطس 2026           | كسوف الشمس 23 أغسطس 2044           | كسوف الشمس 3 سبتمبر 2062           |
| 51                                 | 52                                 |                                    |
| September 13, 2080 [الإنجليزية]    | كسوف الشمس 25 سبتمبر 2098          |                                    |

## روابط خارجية
- http://eclipse.gsfc.nasa.gov/SEplot/SEplot2051/SE2098Sep25P. GIF| - ع - ن - ت كسوفات الشمس                         | - ع - ن - ت كسوفات الشمس                                                                                                                                                                                                                                                                                                                                                                                                                                                                                                                                                                                                                                                                                                                                                                                                                                                                                                                                                                                                                                                                                                                                                                                                                                                                                                                                                                                                                                                                                                                                                                                                                                                                                                                                                                                                                                                                                                                                                                                                                                                                                                                                                                                                                                                                                                                                                                                                                                                                                                                                                                                                                                                                                                                                                                                                                                                                                                                                                                                                                                                  |
| ------------------------------------------------ | --- |
| قوائم الكسوفات                                   | \| حسب القرن \| - العصور القديمة - القرن 20 ق.م - 19 ق.م - 18 ق.م - 17 ق.م - 16 ق.م - 15 ق.م - 14 ق.م - 13 ق.م - 12 ق.م - 11 ق.م - 10 ق.م - 9 ق.م - 8 ق.م - 7 ق.م - 6 ق.م - 5 ق.م - 4 ق.م - 3 ق.م - 2 ق.م - القرن 1 ق.م - القرن 1 - القرن 2 - القرن 3 - القرن 4 - القرن 5 - القرن 6 - القرن 7 - القرن 8 - القرن 9 - القرن 10 - القرن 11 - القرن 12 - القرن 13 - القرن 14 - القرن 15 - القرن 16 - القرن 17 - القرن 18 - القرن 19 - القرن 20 - القرن 21 - القرن 22 - القرن 23 - القرن 24 - القرن 25 - القرن 26 - القرن 27 - القرن 28 - القرن 29 - القرن 30 \| \| دورة ساروس \| - 110 - 111 - 112 - 113 - 114 - 115 - 116 - 117 - 118 - 119 - 120 - 121 - 122 - 123 - 124 - 125 - 126 - 127 - 128 - 129 - 130 - 131 - 132 - 133 - 134 - 135 - 136 - 137 - 138 - 139 - 140 - 141 - 142 - 143 - 144 - 145 - 146 - 147 - 148 - 149 - 150 - 151 - 152 - 153 - 154 - 155 - 156 - 157 - 158 - 159 - 160 - 161 - 162 \| \| الرؤية \| - الصين - المملكة المتحدة - الفليبين - الولايات المتحدة \| \| تاريخياً \| - Mursili's eclipse (1312 ق.م) - كسوف أشوري (763 ق.م) - Eclipse of Thales (585 ق.م) - ظلمة أثناء الصلب \| |
| الكسوفات الهجينية الكلية ← الكسوف الهجيني/القادم | - 1560 - 1598 - 1652 - 1654 - 1673 - 1699 - 1715 - 1724 - 1766 [الإنجليزية]‏ - 1778 - 1780 - 1806 - 1816 [الإنجليزية]‏ - 1824 - 1842 - 1851 [الإنجليزية]‏ - 1853 [الإنجليزية]‏ - 1857 [الإنجليزية]‏ - 1858 [الإنجليزية]‏ - 1860 [الإنجليزية]‏ - 1865 [الإنجليزية]‏ - 1867 [الإنجليزية]‏ - 1868 [الإنجليزية]‏ - 1869 [الإنجليزية]‏ - 1870 [الإنجليزية]‏ - 1871 [الإنجليزية]‏ - 1874 [الإنجليزية]‏ - 1875 [الإنجليزية]‏ - 1878 [الإنجليزية]‏ - 1882 [الإنجليزية]‏ - 1883 [الإنجليزية]‏ - 1885 [الإنجليزية]‏ - 1886 [الإنجليزية]‏ - 1887 [الإنجليزية]‏ - يناير 1889 [الإنجليزية]‏ - ديسمبر 1889 [الإنجليزية]‏ - 1893 [الإنجليزية]‏ - 1896 [الإنجليزية]‏ - 1898 [الإنجليزية]‏ - 1900 [الإنجليزية]‏ - 1901 [الإنجليزية]‏ - 1903 [الإنجليزية]‏ - 1904 [الإنجليزية]‏ - 1905 [الإنجليزية]‏ - 1907 [الإنجليزية]‏ - يناير 1908 [الإنجليزية]‏ - ديسمبر 1908 [الإنجليزية]‏ - 1909 [الإنجليزية]‏ - 1910 [الإنجليزية]‏ - 1911 [الإنجليزية]‏ - أبريل 1912 [الإنجليزية]‏ - أكتوبر 1912 [الإنجليزية]‏ - 1914 [الإنجليزية]‏ - 1916 [الإنجليزية]‏ - 1918 [الإنجليزية]‏ - 1919 [الإنجليزية]‏ - 1921 [الإنجليزية]‏ - 1922 [الإنجليزية]‏ - 1923 [الإنجليزية]‏ - 1925 [الإنجليزية]‏ - 1926 [الإنجليزية]‏ - 1927 [الإنجليزية]‏ - 1928 [الإنجليزية]‏ - 1929 [الإنجليزية]‏ - أبريل 1930 [الإنجليزية]‏ - أكتوبر 1930 [الإنجليزية]‏ - 1932 [الإنجليزية]‏ - 1934 [الإنجليزية]‏ - 1936 [الإنجليزية]‏ - 1937 [الإنجليزية]‏ - 1938 [الإنجليزية]‏ - 1939 [الإنجليزية]‏ - 1940 [الإنجليزية]‏ - 1941 [الإنجليزية]‏ - 1943 [الإنجليزية]‏ - يناير 1944 [الإنجليزية]‏ - يوليو 1944 [الإنجليزية]‏ - 1945 [الإنجليزية]‏ - 1947 [الإنجليزية]‏ - 1948 [الإنجليزية]‏ - 1950 [الإنجليزية]‏ - 1952 [الإنجليزية]‏ - 1954 [الإنجليزية]‏ - 1955 [الإنجليزية]‏ - 1956 [الإنجليزية]‏ - 1957 [الإنجليزية]‏ - 1958 [الإنجليزية]‏ - 1959 [الإنجليزية]‏ - 1961 [الإنجليزية]‏ - 1962 [الإنجليزية]‏ - 1963 [الإنجليزية]‏ - 1965 [الإنجليزية]‏ - 1966 [الإنجليزية]‏ - 1967 [الإنجليزية]‏ - 1968 [الإنجليزية]‏ - 1970 [الإنجليزية]‏ - 1972 [الإنجليزية]‏ - 1973 [الإنجليزية]‏ - 1974 [الإنجليزية]‏ - 1976 [الإنجليزية]‏ - 1977 [الإنجليزية]‏ - 1979 [الإنجليزية]‏ - 1980 [الإنجليزية]‏ - 1981 [الإنجليزية]‏ - 1983 [الإنجليزية]‏ - 1984 [الإنجليزية]‏ - 1985 [الإنجليزية]‏ - 1986 [الإنجليزية]‏ - 1987 [الإنجليزية]‏ - 1988 [الإنجليزية]‏ - 1990 [الإنجليزية]‏ - 1991 [الإنجليزية]‏ - 1992 [الإنجليزية]‏ - 1994 [الإنجليزية]‏ - 1995 [الإنجليزية]‏ - 1997 [الإنجليزية]‏ - 1998 [الإنجليزية]‏ - 1999 [الإنجليزية]‏ - 2001 - 2002 - 2003 - 2005 - 2006 - 2008 - 2009 - 2010 - 2012 - 2013 - 2015 - 2016 - 2017 - 2019 - 2020 [الإنجليزية]‏ - 2021 - 2023 - 2024 - ← 2026 - 2027 - 2028 - 2030 [الإنجليزية]‏ - 2031 - 2033 - 2034 - 2035 - 2037 - 2038 - 2039 - 2041 - 2042 - 2043 - 2044 - 2045 - 2046 - 2048 - 2049 - 2050 - 2052 - 2053 - 2055 - يناير 2057 - ديسمبر 2057 - 2059 [الإنجليزية]‏ - 2060 - 2061 - 2063 - 2064 - 2066 - 2067 - 2068 - 2070 - 2071 - 2072 - 2073 - 2075 - 2076 - 2077 - 2078 - 2079 - 2081 - 2082 - 2084 - 2086 - 2088 - 2089 - 2090 - 2091 - 2093 - 2094 [الإنجليزية]‏ - 2095 - 2096 - 2097 - 2099 - 2100 - 2114 [الإنجليزية]‏ - 2126 - 2132 [الإنجليزية]‏ - 2150 [الإنجليزية]‏ - 2168 [الإنجليزية]‏ - 2186 [الإنجليزية]‏ |
| كسوفات حلقية ← الكسوف الحلقي القادم              | - 1820 [الإنجليزية]‏ - 1854 [الإنجليزية]‏ - 1879 [الإنجليزية]‏ - 1889 [الإنجليزية]‏ - 1901 [الإنجليزية]‏ - 1903 [الإنجليزية]‏ - 1904 [الإنجليزية]‏ - 1905 [الإنجليزية]‏ - 1907 [الإنجليزية]‏ - 1908 [الإنجليزية]‏ - 1911 [الإنجليزية]‏ - 1914 [الإنجليزية]‏ - فبراير 1915 [الإنجليزية]‏ - أغسطس 1915 [الإنجليزية]‏ - 1916 [الإنجليزية]‏ - 1917 [الإنجليزية]‏ - 1918 [الإنجليزية]‏ - 1919 [الإنجليزية]‏ - 1921 [الإنجليزية]‏ - 1922 [الإنجليزية]‏ - 1923 [الإنجليزية]‏ - 1925 [الإنجليزية]‏ - 1926 - 1927 [الإنجليزية]‏ - 1929 [الإنجليزية]‏ - 1932 [الإنجليزية]‏ - فبراير 1933 [الإنجليزية]‏ - أغسطس 1933 [الإنجليزية]‏ - 1934 [الإنجليزية]‏ - 1935 [الإنجليزية]‏ - 1936 [الإنجليزية]‏ - 1937 [الإنجليزية]‏ - 1939 [الإنجليزية]‏ - 1940 [الإنجليزية]‏ - 1941 [الإنجليزية]‏ - 1943 [الإنجليزية]‏ - 1945 [الإنجليزية]‏ - 1947 [الإنجليزية]‏ - 1948 [الإنجليزية]‏ - 1950 [الإنجليزية]‏ - مارس 1951 [الإنجليزية]‏ - سبتمبر 1951 [الإنجليزية]‏ - 1952 [الإنجليزية]‏ - يناير 1954 [الإنجليزية]‏ - ديسمبر 1954 [الإنجليزية]‏ - 1955 [الإنجليزية]‏ - 1957 [الإنجليزية]‏ - 1958 [الإنجليزية]‏ - 1959 [الإنجليزية]‏ - 1961 [الإنجليزية]‏ - 1962 [الإنجليزية]‏ - 1963 [الإنجليزية]‏ - 1965 [الإنجليزية]‏ - 1966 [الإنجليزية]‏ - مارس 1969 [الإنجليزية]‏ - سبتمبر 1969 [الإنجليزية]‏ - 1970 [الإنجليزية]‏ - 1972 [الإنجليزية]‏ - يناير 1973 [الإنجليزية]‏ - ديسمبر 1973 [الإنجليزية]‏ - 1976 [الإنجليزية]‏ - 1977 [الإنجليزية]‏ - 1979 [الإنجليزية]‏ - 1980 [الإنجليزية]‏ - 1981 [الإنجليزية]‏ - 1983 [الإنجليزية]‏ - 1984 [الإنجليزية]‏ - 1987 [الإنجليزية]‏ - 1988 [الإنجليزية]‏ - 1990 [الإنجليزية]‏ - 1991 [الإنجليزية]‏ - 1992 [الإنجليزية]‏ - 1994 [الإنجليزية]‏ - 1995 [الإنجليزية]‏ - 1998 [الإنجليزية]‏ - 1999 [الإنجليزية]‏ - 2001 - 2002 - 2003 - 2005 - 2006 - 2008 - 2009 - 2010 - 2012 - 2013 - 2014 - 2016 - 2017 - 2019 - 2020 - 2021 - 2023 - 2024 - ← 2026 - 2027 - 2028 - 2030 - 2031 - 2032 - 2034 - 2035 - يناير 2038 - يوليو 2038 - 2039 - 2041 - 2042 - 2043 - 2044 - 2045 - 2046 - 2048 - 2049 - 2052 - 2053 - يناير 2056 - يوليو 2056 - 2057 - 2059 - 2060 - 2061 - 2063 - 2064 - 2066 - 2067 - 2070 - 2071 - يناير 2074 - يوليو 2074 - 2075 - 2077 - 2078 - 2079 - 2081 - 2082 - 2084 - يونيو 2085 - ديسمبر 2085 - 2088 - 2089 - فبراير 2092 [الإنجليزية]‏ - أغسطس 2092 - 2093 - 2095 - 2096 - 2097 - 2099 - 2100 |
| الكسوفات الجزئية ← الكسوف الجزئي القادم          | - يناير 1935 [الإنجليزية]‏ - يوليو 1935 [الإنجليزية]‏ - سبتمبر 1960 [الإنجليزية]‏ - يناير 1964 [الإنجليزية]‏ - يونيو 1964 [الإنجليزية]‏ - يوليو 1964 [الإنجليزية]‏ - ديسمبر 1964 [الإنجليزية]‏ - مايو 1967 [الإنجليزية]‏ - مارس 1968 [الإنجليزية]‏ - فبراير 1971 [الإنجليزية]‏ - يوليو 1971 [الإنجليزية]‏ - أغسطس 1971 [الإنجليزية]‏ - ديسمبر 1974 [الإنجليزية]‏ - مايو 1975 [الإنجليزية]‏ - نوفمبر 1975 [الإنجليزية]‏ - أبريل 1978 [الإنجليزية]‏ - أكتوبر 1978 [الإنجليزية]‏ - يناير 1982 [الإنجليزية]‏ - يونيو 1982 [الإنجليزية]‏ - يوليو 1982 [الإنجليزية]‏ - ديسمبر 1982 [الإنجليزية]‏ - مايو 1985 [الإنجليزية]‏ - أبريل 1986 [الإنجليزية]‏ - مارس 1989 [الإنجليزية]‏ - أغسطس 1989 [الإنجليزية]‏ - ديسمبر 1992 [الإنجليزية]‏ - مايو 1993 [الإنجليزية]‏ - نوفمبر 1993 [الإنجليزية]‏ - أبريل 1996 [الإنجليزية]‏ - أكتوبر 1996 [الإنجليزية]‏ - سبتمبر 1997 [الإنجليزية]‏ - فبراير 2000 [الإنجليزية]‏ - 1 يوليو 2000 [الإنجليزية]‏ - 31 يوليو 2000 [الإنجليزية]‏ - ديسمبر 2000 [الإنجليزية]‏ - أبريل 2004 - أكتوبر 2004 - مارس 2007 - Jan 2011 - يونيو 2011 - يوليو 2011 - نوفمبر 2011 - أكتوبر 2014 - Sep 2015 - Feb 2018 - يوليو 2018 - أغسطس 2018 - يناير 2019 - أبريل 2022 - أكتوبر 2022 - ← مارس 2025 - سبتمبر 2025 - يناير 2029 - يونيو 2029 - يوليو 2029 |
| كواكب أخرى                                       | - المريخ - القمر - المشترى - نيبتون - بلوتو - زحل - أورانوس |
| موضوعات متعلقة                                   | - الكسوف الشمسي في الأدب |
| - Book - كومنز - بوابة:المجموعة الشمسية          | |
| حسب القرن                                        | - العصور القديمة - القرن 20 ق.م - 19 ق.م - 18 ق.م - 17 ق.م - 16 ق.م - 15 ق.م - 14 ق.م - 13 ق.م - 12 ق.م - 11 ق.م - 10 ق.م - 9 ق.م - 8 ق.م - 7 ق.م - 6 ق.م - 5 ق.م - 4 ق.م - 3 ق.م - 2 ق.م - القرن 1 ق.م - القرن 1 - القرن 2 - القرن 3 - القرن 4 - القرن 5 - القرن 6 - القرن 7 - القرن 8 - القرن 9 - القرن 10 - القرن 11 - القرن 12 - القرن 13 - القرن 14 - القرن 15 - القرن 16 - القرن 17 - القرن 18 - القرن 19 - القرن 20 - القرن 21 - القرن 22 - القرن 23 - القرن 24 - القرن 25 - القرن 26 - القرن 27 - القرن 28 - القرن 29 - القرن 30 |
| دورة ساروس                                       | - 110 - 111 - 112 - 113 - 114 - 115 - 116 - 117 - 118 - 119 - 120 - 121 - 122 - 123 - 124 - 125 - 126 - 127 - 128 - 129 - 130 - 131 - 132 - 133 - 134 - 135 - 136 - 137 - 138 - 139 - 140 - 141 - 142 - 143 - 144 - 145 - 146 - 147 - 148 - 149 - 150 - 151 - 152 - 153 - 154 - 155 - 156 - 157 - 158 - 159 - 160 - 161 - 162 |
| الرؤية                                           | - الصين - المملكة المتحدة - الفليبين - الولايات المتحدة |
| تاريخياً                                          | - Mursili's eclipse (1312 ق.م) - كسوف أشوري (763 ق.م) - Eclipse of Thales (585 ق.م) - ظلمة أثناء الصلب |